# Lucilla
Annia Aurelia Galeria Lucilla, född 7 mars 148 eller 149, död 182 e.Kr., var en romersk patricier och kejsarinna.
Hon var dotter till Marcus Aurelius och gift med sin fars adoptivbror tillika medregent Lucius Verus, vilken hon fick tre barn med. Hon blev änka 169. År 180 blev hennes bror kejsare. Hon blev avrättad för förräderi mot sin bror kejsar Lucius Aurelius Commodus.

## Lucilla i populärkulturen
I den Oscarbelönade filmen Gladiator spelas Annia Aurelia Lucilla av Connie Nielsen. Där är hon syster till Commodus (spelad av Joaquin Phoenix).

## Bildgalleri

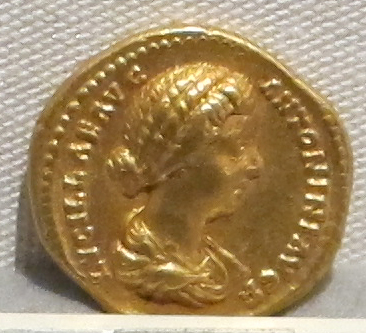
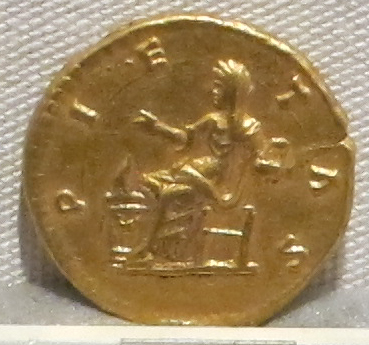
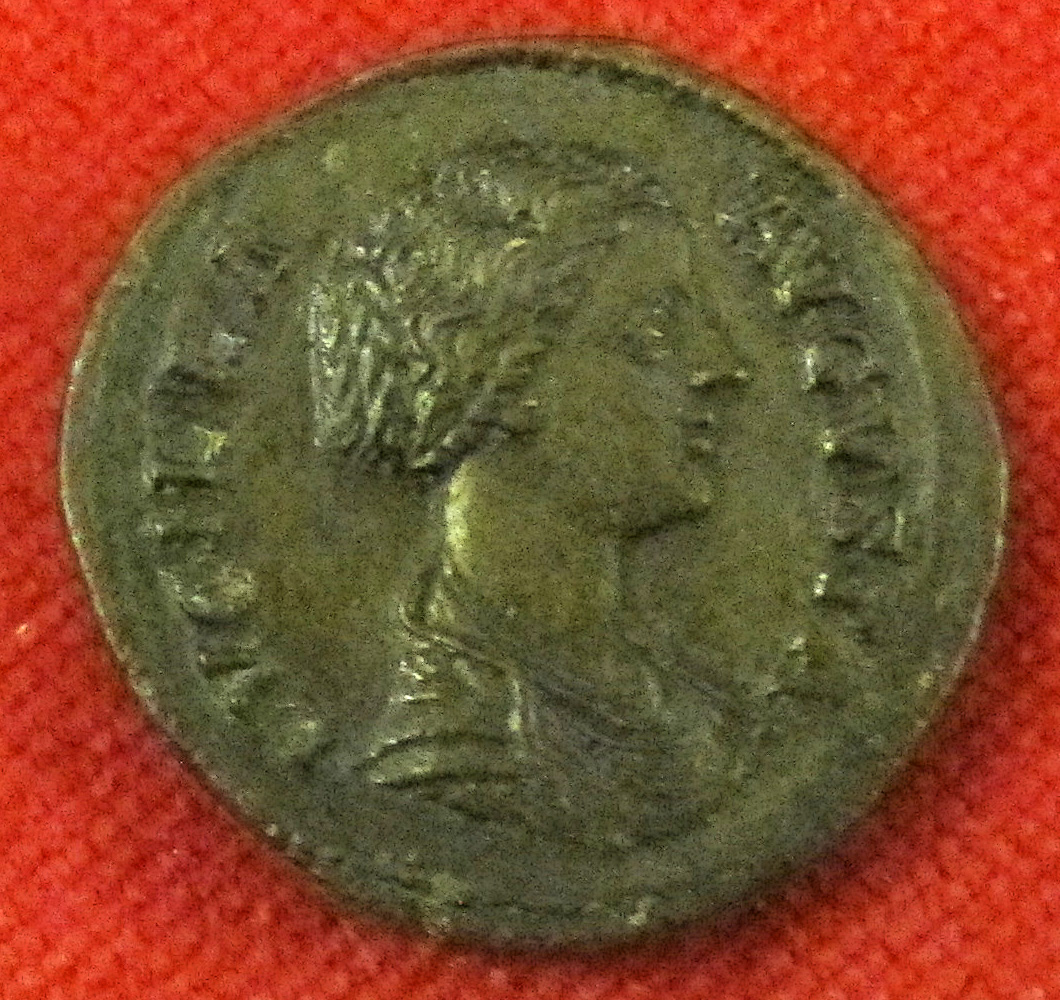
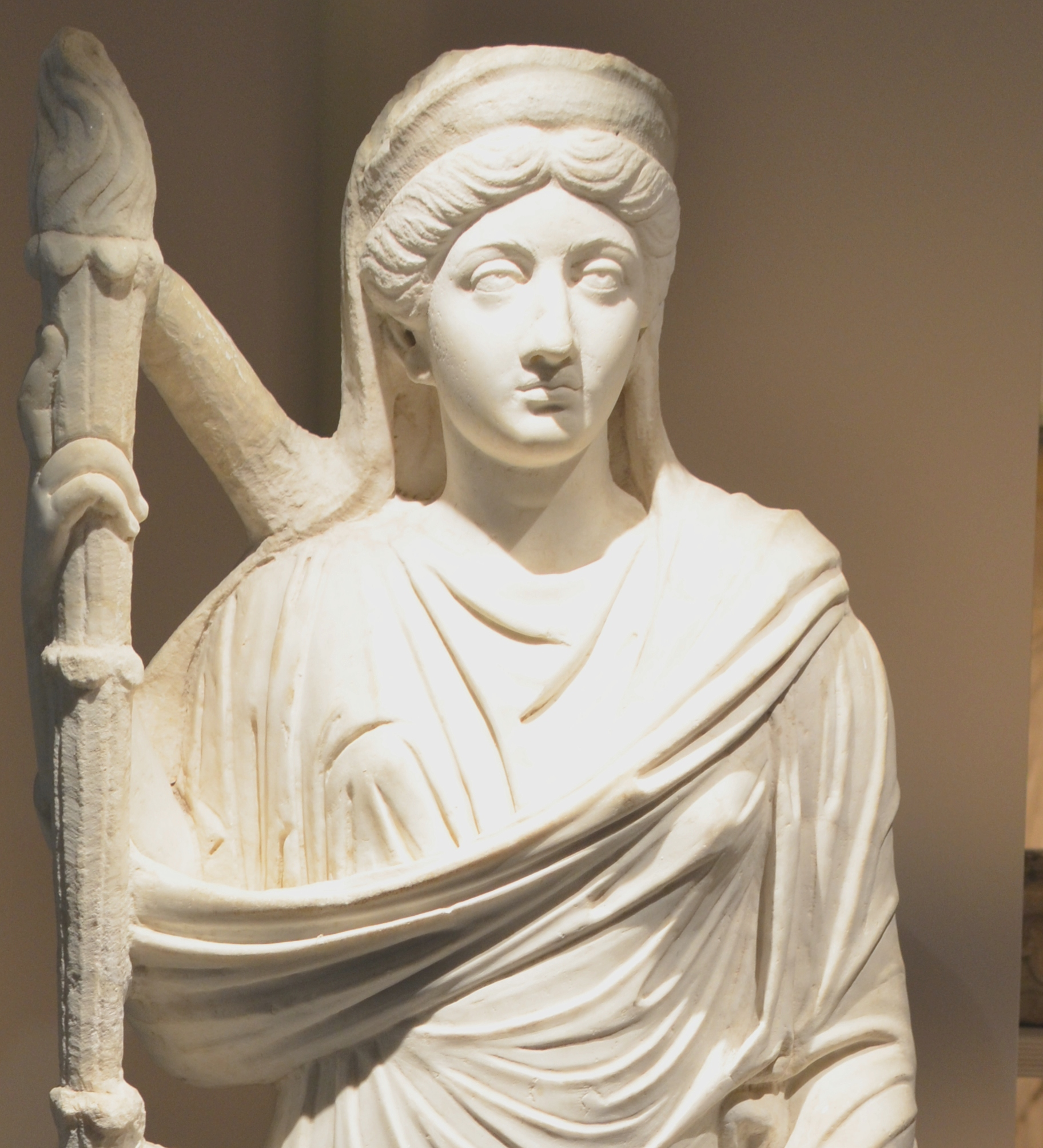
Staty av Lucilla.